# Aardingstransformator

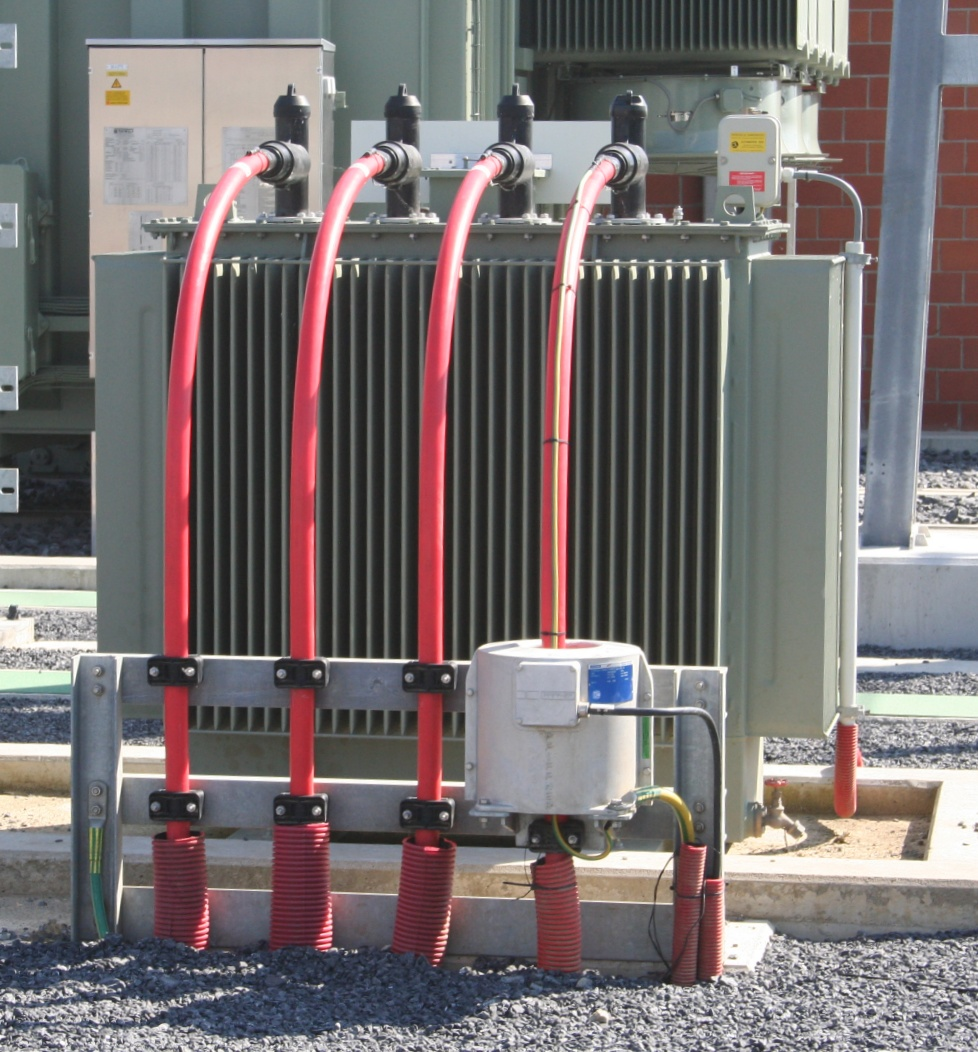
Een aardingstransformator op 36kV in een 400kV onderstation met een stroomtransformator over het sterpunt

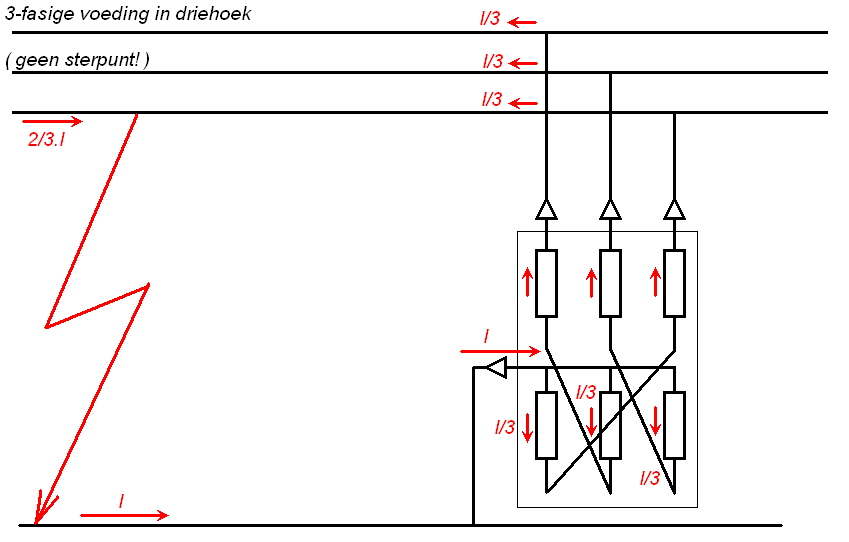
De foutstroom wordt door de aardingstransformator verdeeld over de drie fasen

Een aardingstransformator is een transformator die een geaard sterpunt creëert in een geïsoleerd driefasennet. Zonder geaard sterpunt spreken we van een IT-net en zal bij een eerste aardingsfout geen foutstroom vloeien en zal de beveiliging het net niet uitschakelen. Dit is in veel gevallen ongewenst en het aarden van het net is daarom zeer belangrijk. De aardingstransformator zal de foutstroom ook beperken waardoor het vermogen van de aardingstransformator bepaald wordt door de maximaal toegelaten foutstroom en de spanning van het net.

## Gebruik van een aardingstransformator
De wikkelingen van de laagspanning van een voedingstransformator zijn meestal in ster geschakeld zodat het sterpunt probleemloos geaard kan worden. Grote vermogentransformatoren hebben vaak een driehoek laagspanningswikkeling of tertiaire wikkeling om kortsluitstromen in een laagspanningsfase te verdelen over de drie hoogspanningsfasen of om ongelijke belasting van de fasen gelijkmatig te verdelen. Die tertiaire wikkeling wordt vaak gebruikt voor de eigen voeding in een onderstation. Een driehoek wikkeling kan ook via een van de fasen geaard worden maar dan zijn de spanningen niet symmetrisch en moet de voedingskabel van een hogere spanningsklasse zijn. In dat geval zorgt de aardingstransformator voor een sterpunt.

## Werking
Door de transformatorwerking zal een stroom in een van de spoelen op een van de fasen een even grote stroom veroorzaken in de andere spoel op die fase. Door de koppeling loopt die stroom ook in de andere fasen en zal uiteindelijk de stroom overal hetzelfde zijn. Dat betekent dat een stroom I die door het geaarde sterpunt vloeit gelijkmatig over de drie fasen verdeeld wordt.